# Globo (Portugal)
Globo é um canal de televisão por assinatura, pertencente à Globo, dedicado à dramaturgia brasileira, em Portugal. A sua programação é composta por programas da TV Globo, GNT, GloboNews e cinema brasileiro. Conta com telenovelas inéditas e repetições, séries e minisséries, talk-shows, programas de humor, variedades, conteúdos de saúde e bem-estar, produções locais, entre outros.
Lançada a 11 de novembro de 2012 em exclusivo na NOS nos seus pacotes base de cabo e satélite, onde emite em paralelo com o canal Globo Now. A partir de Agosto de 2016, passou a ser emitida também na operadora Vodafone e em Dezembro de 2016 na operadora Nowo. Em Abril de 2018 chegou à plataforma MEO, alcançando assim todos os operadores portugueses.